# Мардашёв, Сергей Руфович

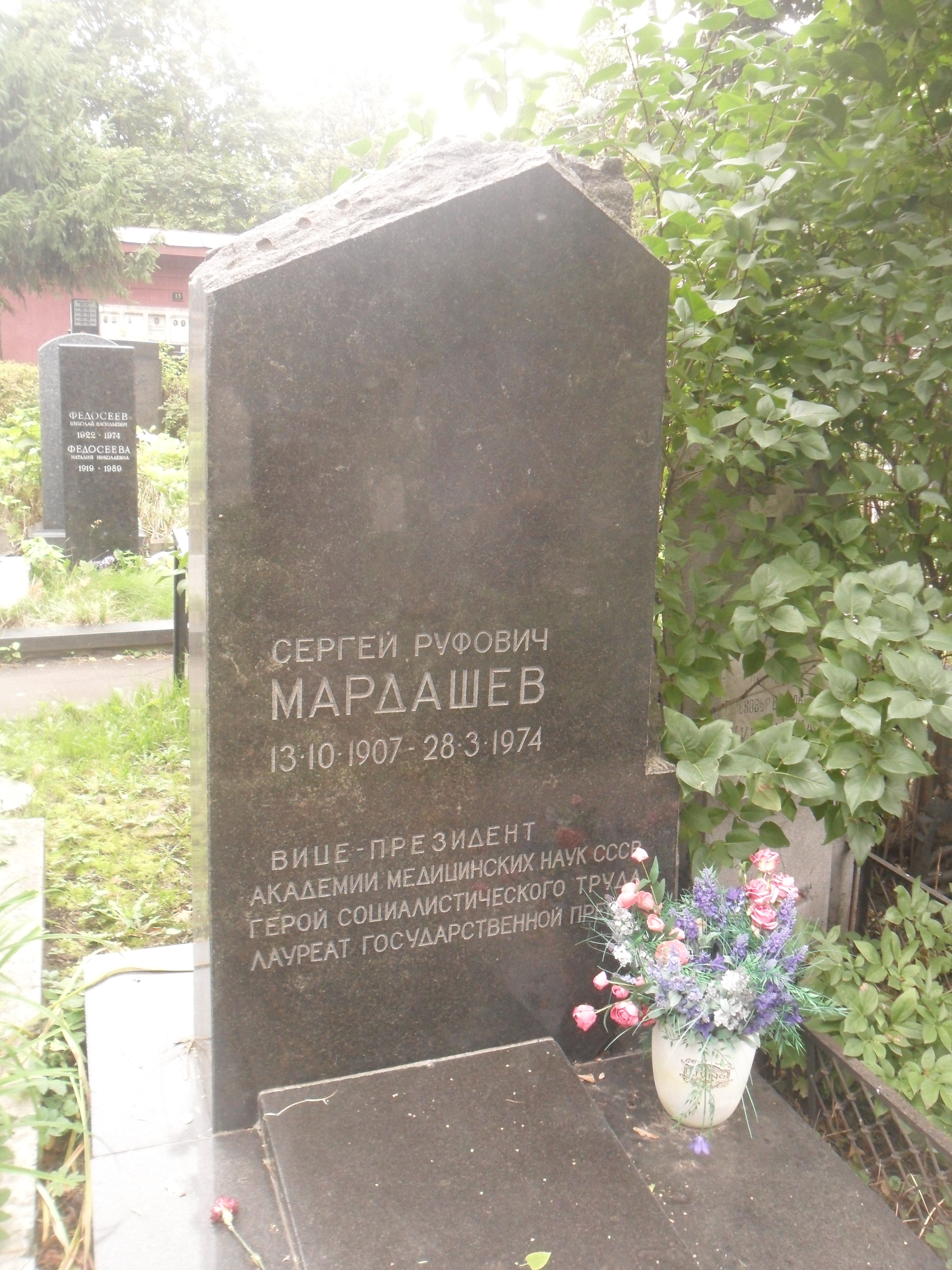
Могила С. Мардашёва на Новодевичьем кладбище

Серге́й Ру́фович Мардашёв (30 сентября [13 октября] 1906 — 23 марта 1974) — советский учёный-биохимик, доктор медицинских наук, профессор, академик АМН СССР, первый вице-президент АМН СССР (1972—1974). Герой Социалистического Труда (1964). Лауреат Сталинской премии третьей степени (1949). Член ВКП(б) с 1929 года.

## Биография
Родился в деревне Могиленская (ныне Харовский район, Вологодская область) в крестьянской семье. Русский. С детского возраста трудился с родителями на крестьянских работах.
После окончания школы уехал в Ленинград, поступил во 2-й Ленинградский медицинский институт, тогда и начал своё увлечение биохимией. После окончания института в 1930 году продолжил учёбу в аспирантуре при кафедре биохимии.
В 1935 году был командирован за границу, около года он работал в физических и биологических лабораториях Западной Европы и США. Там он выполнил несколько оригинальных работ о применении физических методов для выявления структуры биохимических соединений.
Возвратившись из командировки, стал заведующим лабораторией Всесоюзного института экспериментальной медицины, здесь он занимался изучением структуры инсулина.
С 1939 года принимал участие в сохранении тела В. И. Ленина. В 1940 году защитил докторскую диссертацию на тему «К вопросу о химической природе инсулина».
С 1943 года — профессор, а с 1952 года — заведующий кафедрой биохимии 1-го Московского медицинского института, руководил этой кафедрой до 1973 года.
Указом Президиума Верховного Совета СССР «О награждении орденами научных работников лаборатории Мавзолея В. И. Ленина» от 24 января 1944 года за «выдающиеся заслуги в проведении работ по сохранению тела В. И. Ленина в неизменном виде и большие научные достижения в этом деле» был награждён Орденом Ленина. 
В 1959 году возглавил коллектив лаборатории энзимологии Института биологической и медицинской химии Академии медицинских наук СССР. С 1952 года по 1962 год являлся директором научно-исследовательской лаборатории при Мавзолее В. И. Ленина.
Указом Президиума Верховного Совета СССР от 25 июня 1964 года за большие заслуги в развитии медицинской науки Мардашёву Сергею Руфовичу было присвоено звание Героя Социалистического Труда.
Более 35 лет преподавал в медицинском институте и пользовался уважением студентов. Много времени уделял воспитанию научных кадров. Под его руководством подготовлены 42 диссертации, из них 10 докторских. Он сам опубликовал свыше 170 научных работ, в том числе 3 монографии. Совместно с Б. И. Збарским и другими специалистами был написан учебник по биохимии для медицинских учебных заведений, выдержавший 5 изданий. Им создано руководство к демонстрациям по курсу биологической химии.
В 1957 году он был избран действительным членом (академиком) АМН СССР, в 1962 году стал академиком-секретарем Отделения медико-биологических наук Академии, с 1963 года был вице-президентом, а в 1972 году стал первым вице-президентом АМН СССР.
Был членом совета Международного общества биохимиков, членом президиума Всесоюзного общества биохимиков и членом ряда иностранных медицинских и биологических обществ и академий. С 1966 года являлся главным редактором журнала «Бюллетень экспериментальной биологии и медицины», членом редколлегии журнала «Вопросы медицинской химии», в 1955 году реорганизованного из одноимённого сборника, основанного С. Мардашёвым в 1949 году.
Жил и работал в Москве. Скончался 23 марта 1974 года. Похоронен в Москве на Новодевичьем кладбище (4 участок).

## Научная деятельность
Ранние его научные работы были посвящены изучению кинетики, ферментативных реакций и процессу мочевинообразования.
Основные труды посвящены изучению азотистого обмена у животных и микроорганизмов в норме и патологии и поискам новых методов энзимодиагностики.
Под его руководством и при непосредственном участии была выполнена серия работ (1947—1949) по изучению микробных декарбоксилаз аминокислот. Впервые удалось выделить новый вид бактерий, который способен декарбоксилировать только аспарагиновую кислоту.
С. Мардашёв уделял большое внимание проблеме биохимии опухолей. При его участии коллектив лаборатории экзимологии АМН СССР изучала ферментативную активность опухолей, тканей и органов пораженного опухолью организма. Итогом этой работы явилась монография «Энзимология опухолей» (1948), которая в течение долгого времени была единственным в мире руководством, в котором обобщались и суммировались знания об особенностях ферментных систем в злокачественных опухолях. Этот труд дал толчок для исследований в этой области как в СССР, так и за рубежом.
В 1953 году он совместно с сотрудниками выделил новый микроорганизм, относящийся к микрококкам, содержащий высокоактивную гистидиндекарбоксилазу и разработал очень точный метод количественного определения гистидина, а позже впервые в мире выделил из указанного микроба кристаллическую гомогенную гистидиндекарбоксилазу. Она используется для получения гистамина, регулирующего в живых организмах артериальное давление, микроциркуляцию крови, аллергию и нашла практическое применение как фармакологическое средство.
С. Мардашёв стремился к возможности практического применения результатов своего труда, чтобы помочь клинической медицине. Так, фермент L-аспарагиназа и в настоящее время используется при лечении некоторых злокачественных новообразований, обычно в комбинации с другими противоопухолевыми препаратами. Он разработал новые методы, помогающие распознавать заболевания печени, поджелудочной железы и почек путём лабораторного определения специфических ферментов в сыворотке крови и моче.
В последние годы жизни учёного под его руководством выполнен ряд важных исследований, посвященных биосинтезу аминокислот и белка. В частности, значительный интерес представили работы по изучению нуклеотидного кода для некоторых аминокислот в тканях животных и механизма, стимулирующего влияние барбитуратов, используемых в качестве снотворных и наркотических средств, на биосинтез белка в печени млекопитающих. Велись работы, направленные на создание медикаментозных средств для лечения инфекционных заболеваний.

## Награды
- Медаль «Серп и Молот»
- три Ордена Ленина (21.1.1944; 25.06. 1964; …)
- орден Октябрьской Революции
- два Ордена Трудового Красного Знамени
- Сталинская премия третьей степени (1949) — за разработку метод количественного определения аспарагиновой кислоты в объектах биологического происхождения
- орден Труда (Чехословакия)
- другие награды, среди них и иностранные